# Atherinopsidae
Atherinopsidae — родина променеперих риб ряду атериноподібних (Atheriniformes).

## Поширення
Представники родини поширені у тропічних та помітних морських водах Нового Світу

## Класифікація
Родина включає 103 види у 13 родах:
- Підродина Atherinopsinae
  - Atherinops
  - Atherinopsis
  - Basilichthys
  - Colpichthys
  - Leuresthes
  - Odontesthes
- Підродина Menidiinae
  - Atherinella
  - Chirostoma
  - Labidesthes
  - Melanorhinus
  - Membras
  - Menidia
  - Poblana